# Italochrysa vansoni
Italochrysa vansoni är en insektsart som beskrevs av Bo Tjeder 1966. Italochrysa vansoni ingår i släktet Italochrysa och familjen guldögonsländor. Inga underarter finns listade i Catalogue of Life.